# これは経費で落ちません!
『これは経費で落ちません！』（これはけいひでおちません）は、青木祐子による日本のライト文芸シリーズ。イラスト担当はuki。集英社オレンジ文庫より2016年5月から刊行されている。2020年5月時点でシリーズ累計部数は100万部を突破している。
経理部勤務の27歳OLの主人公が、各部署より持ち込まれる領収書から社内の疑惑や人間関係を洗い出し、さまざまな問題を淡々と解決していく姿を恋模様も交えつつ描いた連作短編集。
森こさちにより漫画化され漫画雑誌『Cookie』（集英社）にて、2017年11月から連載、またNHKにてテレビドラマ化され2019年7月から放送。
本作の刊行前の2015年に、姉妹編『風呂ソムリエ 天天コーポレーション入浴剤開発室』が刊行された。天天コーポレーションの入浴剤開発室を舞台とした作品で、入社3年目の鏡美月のほか、受付嬢の砂川ゆいみや営業部の円城格馬が登場する。本作同様、森こさちにより漫画化され『Cookie』にて2023年5月発売の7月号より2024年7月発売の9月号まで連載。

## あらすじ
森若沙名子は中堅の石鹸会社「天天コーポレーション」の経理部員である。経理部は新発田部長、入社15年のベテラン田倉勇太郎、入社5年の森若、広報課から異動してきた佐々木真夕の4人。経理部は営業部などに比べれば地味な部署ではあるが、それでも経理にかわる様々な難題が降りかかる。
森若の好きな言葉は「イーブン」、座右の銘は「ウサギを追うな」、趣味は一人で映画を見ること。20代後半ながら部長の信任も厚く、マイペースで経理の重要な仕事をきっちりこなす。プライベートでは会社の人間とは深く付き合わない主義で、同期の鏡美月以外とは食事にも行こうとしない。
天天コーポレーションには様々な社員がいる。犬猿の仲の営業部長と経理部長、会社の広告塔の広報部員、特殊枠に乗じる秘書、女子社員の間の反目、悪気なく問題を起こしてしまう契約社員、高飛車に正論を唱える中途入社社員など。経理部員は持ち込まれる領収書にある問題の芽を探り当て解決していかねばならない。
そんな中、年下の営業部員で明るくて調子のよい山田太陽が森若に惹かれてアプローチしてくるようになり、森若はペースを乱されて困惑しながらも、とうとう一緒に食事に行くことを承諾する。
物語は、天天コーポレーションの社内の人間模様と、森若・山田の仲の進展の二つを軸にしてゆっくり進行していく。

## 登場人物
森若 沙名子（もりわか さなこ）
主人公。経理部所属。独身。経理処理の的確さで一目置かれており、〆切直前、場合によっては直後の経費処理を依頼されることが多い。「イーブン」がポリシー。業務の的確さの一方で、ルールに則った経理処理を旨としている。ルール違反の依頼に対しては、的確かつ迅速に指摘を出す。特に営業部から煙たがられている部分もなしとは言えない。
山田 太陽（やまだ たいよう）
営業部所属。自他ともに認める営業部の次期エース。社運を賭けた新企画パラダイスカフェを任され熱心に働いている。業務の性質上、経費を使用する機会が多く、その精算処理で森若と接点がある。森若は、山田を〆切にルーズな点はあるものの、ルール通りに行動しており、手続きもきちんととっていると一定の評価をしている。希梨香に告白されるが関心を示さず、彼女はパラカフェでコラボしている曽根崎との仲を疑った。しかし、実は太陽本人は森若に関心がある。
新発田（しばた）部長
経理部の部長。営業部の吉村部長とは仲が悪い。無表情な様子がロボット的であるため、森若は渋いC-3POと呼んでいる。なお、相方の吉村部長は、短気なR2-D2である。
田倉 勇太郎（たくら ゆうたろう）
経理部所属。入社15年。独身。森若の頼もしい先輩。
佐々木 真夕（ささき まゆ）
経理部所属。独身。森若の後輩。自称、ぽんこつ。入社時は広報部の配属だったが、実力を発揮できずに2年目に経理部に異動になった。仕事のできる森若や皆瀬を尊敬している。森若がプライベートに立ち入らせてくれないことを少し残念に思っている。佐々木自身が思っているより森若の佐々木に対する評価は高く、ケアレスミスはあるもののミスを隠さずに経理部として解決する仕事の姿勢を評価している。
麻吹 美華（あさぶき みか）
4巻から登場する経理部への転職新入社員。31才で森若より3つ年上。外資系会社からの転職だが、他にも数社を渡って来ている。装が黒と金が多いことと、アグレッシブな性格から「タイガー」と呼ばれる。「フェア」がポリシー。仕事は出来る。
鎌本 義和（かまもと よしかず）
営業部所属。山田の先輩。性格に癖があり、一部女子社員からは煙たがられている。
鏡美月（かがみ みつき）
研究所勤務。入浴剤開発の中心人物。工業大学出身。森若の同期で、会社での人付き合いが良いとは言えない森若に助言も苦言もできる数少ない人物。本人も仕事第一のようだが、少なくとも森若に恋愛の助言ができる程度には経験はある模様。美人で、研究のため美肌と美髪をキープしている。最近、婚約した。
前作『風呂ソムリエ』では主人公の1人。
中島 希梨香（なかじま きりか）
営業部企画課。真夕と名前で呼び合っているので同期と思われる。太陽のことを好きで告白もしたが相手にされなかった。そこで、交際しているという噂を真夕経由で流していた。しかし、それも成功しなかったので、ついに太陽のことを諦めることにした。
皆瀬 織子（みなせ おりこ）
営業部広報課。入社15年。既婚。会社の広告塔として活躍するエリート女子社員。使用する経費が大きいのは、さすがの吉村営業部長も気にしているようだが、皆瀬が実績を挙げているので意見できないでいる。メディア出演時に使用する高額な衣装代（予備衣装まで計上している）が経理部で議論となり、森若は他ならぬ広報室に行って広報関係のビデオを借りてきて織子の衣装をチェックし始めた。
山崎 柊一（やまざき しゅういち）
営業部販売課の現在のエース。営業成績断然トップ。相手のことを良く研究して、如才なく相手の懐に入っていき注文を獲得する。しかし、実は化学専攻の技術職希望であり面接でのプレゼンを社長に評価されて営業入社した。本人は研究所勤務を長らく希望している。そのため、自分の仕事もさりげなく太陽に引き渡しし自分が営業部を去った時のことを考えている。彼の不自然な日程の出張旅費申請に気づいた森若は、それとなく事情を探り始める。
曽根崎 メリー（そねざき メリー）
インテリアデザイナー。空間デザイン会社「プライムプランニングS」の女社長。ビジネスが絶好調でメディア出演も多数こなしている。実は息子がいる。パラカフェの内装を引き受け、社長自ら最前線で働いている。様々な内装を視察調査する必要があるが免許を持っておらず、そのため営業の太陽に同行依頼をしている。上記同行視察で行ったテーマパークの精算が森若の目に留まり、森若が太陽の社用車予約を辿って尾行調査を開始した。
大谷 咲（おおたに さき）
研究所受付。研究所の受付に憧れて応募してきた派遣社員。試用期間中。近所の弁当屋の看板娘だった。研究所の受付で物販の金銭管理もしており、〆切が合わないことが散発して森若が呼ばれた。森若は受付の二人にインタビューする。誰にも悪意はないことが判ったが、金銭管理をきちんとしているとは言えないため対応に苦悩する。
横山 窓花（よこやま まどか）
総務部庶務課、32歳。コーヒーメイカー騒動の、コーヒーメイカー不要派。小動物系。森若に意見を求めに来て、結果的に森若はもっとも苦手とする女の派閥争いに巻き込まれていく。
玉村 志保（たまむら しほ）
人事部、地方から転勤で本社に来た。コーヒーメイカー設置派。地味系。
有本 マリナ（ありもと マリナ）
総務部秘書課。社長の愛人との噂もある派手目のお姉さま。森若にメールしておきながら、そのメールを見ずに削除するようにパソコンに付箋を貼っていった。森若が指示通りにメールを見ずに削除したのだが、有本の入金で問題があり、希梨香はそのメールを復元するべくパソコンに詳しい山田太陽を呼んできた。
熊井 良人（くまい よしと）
製造部。現在は静岡工場勤務で単身赴任中。夫婦そろって田倉の高校時代のラグビー部仲間。本人は経理処理は苦手と言っている。熊井の仮払いが現金支給になっていることから、過去の仮払い履歴を確認した森若は、仮払いの自転車操業（新しい仮払いを起こして前の仮払いを精算）の傾向を見出して不審に思う。
室田 千晶（むろた ちあき）
営業部広報課、契約社員。本社1階ショールーム担当。前任者は一日座っているだけだったが、千晶は自主的にショールームの季節模様替えをしたり広報課で評判が良い。そのため、正社員の真夕の代わりに織子の手伝いをするなど活躍している。正社員登用の機会を狙っているが、そのために模様替えの小物や、ロッカールームの土産品など自腹を切っているのではないかと森若は疑問を感じる。
馬垣 和雄（まがき かずお）
営業部企画課。ガッチリした体格でスーツの似合う中堅社員。一見、仕事ができそうに見えるが、実は責任を持たされることに極度に弱い逃げる男。本社営業部にて問題を起こし、製造部の静岡工場に異動。また戻ってきた。希梨香のプロジェクトのアシスタントを任されたが、外注の仕上がりを勝手にOKし、それがばれると追加費用を二重支払いで処理しようとする。そこから問題が大きくなっていく。
平松 由香利（ひらまつ ゆかり）
総務部。森若は平松が変更したマナー講座の依頼業者が、変更前の業者より評判が悪いこと、それにも関わらず平松がその会社にリース案件を発注しようとしていることに不審感を抱く。

## 既刊一覧

### 小説
- 青木祐子（著）・cake（イラスト）、『風呂ソムリエ 天天コーポレーション入浴剤開発室』集英社〈集英社オレンジ文庫〉、2015年4月17日発売[9]、ISBN 978-4-08-680016-7
- 青木祐子（著）・uki（イラスト）、集英社〈集英社オレンジ文庫〉、既刊11巻（2023年11月16日現在）
  - 『これは経費で落ちません！ 〜経理部の森若さん〜』2016年5月25日第1刷発行（5月20日発売[11]）、ISBN 978-4-08-680082-2
  - 『これは経費で落ちません！2 〜経理部の森若さん〜』2017年4月25日第1刷発行（4月20日発売[12]）、ISBN 978-4-08-680128-7
  - 『これは経費で落ちません！3 〜経理部の森若さん〜』2017年10月25日第1刷発行（10月20日発売[13]）、ISBN 978-4-08-680151-5
  - 『これは経費で落ちません！4 〜経理部の森若さん〜』2018年6月26日第1刷発行（6月21日発売[14]）、ISBN 978-4-08-680195-9
  - 『これは経費で落ちません！5 〜落としてください森若さん〜』2019年2月25日第1刷発行（2月20日発売[15]）、ISBN 978-4-08-680238-3
  - 『これは経費で落ちません！6 〜経理部の森若さん〜』2019年7月24日第1刷発行（7月19日発売[16]）、ISBN 978-4-08-680262-8
  - 『これは経費で落ちません！7 〜経理部の森若さん〜』2020年5月25日第1刷発行（5月20日発売[17]）、ISBN 978-4-08-680318-2
  - 『これは経費で落ちません！8 〜経理部の森若さん〜』2021年4月25日第1刷発行（4月20日発売[18]）、ISBN 978-4-08-680373-1
  - 『これは経費で落ちません！9 〜経理部の森若さん〜』2022年3月23日第1刷発行（3月18日発売[19]）、ISBN 978-4-08-680437-0
  - 『これは経費で落ちません！10 〜経理部の森若さん〜』2022年12月25日第1刷発行（12月20日発売[20]）、ISBN 978-4-08-680479-0
  - 『これは経費で落ちません！11 〜経理部の森若さん〜』2023年11月16日発売[21]、ISBN 978-4-0868-0526-1
  - 『これは経費で落ちません！12 〜経理部の森若さん〜』2024年10月17日発売[22]、ISBN 978-4-08-680581-0

### 漫画
- 青木祐子（原作）・森こさち（作画） 『これは経費で落ちません！』 集英社〈マーガレットコミックス〉、既刊14巻（2025年3月25日現在）
  1. 2018年11月22日発売[23][24]、ISBN 978-4-08-844116-0
  2. 2019年6月25日発売[25]、ISBN 978-4-08-844205-1
  3. 2019年9月25日発売[26]、ISBN 978-4-08-844241-9
  4. 2020年4月24日発売[27]、ISBN 978-4-08-844311-9
  5. 2020年10月23日発売[28]、ISBN 978-4-08-844377-5
  6. 2021年3月25日発売[29]、ISBN 978-4-08-844459-8
  7. 2021年9月24日発売[30]、ISBN 978-4-08-844548-9
  8. 2022年1月25日発売[31]、ISBN 978-4-08-844619-6
  9. 2022年7月25日発売[32]、ISBN 978-4-08-844666-0
  10. 2023年1月25日発売[33]、ISBN 978-4-08-844758-2
  11. 2023年7月25日発売[34]、ISBN 978-4-08-844770-4
  12. 2024年1月25日発売[35]、ISBN 978-4-08-844892-3
  13. 2024年9月25日発売[36]、ISBN 978-4-08-843038-6
  14. 2025年3月25日発売[37]、ISBN 978-4-08-843101-7
- 青木祐子（原作）・森こさち（作画） 『風呂ソムリエ 天天コーポレーション入浴剤開発室』 集英社〈マーガレットコミックス〉、2024年9月25日発売[38]、ISBN 978-4-08-843053-9

## テレビドラマ
NHK総合「ドラマ10」にて2019年7月26日から9月27日まで放送された。主演は多部未華子。
また、NHK BS4Kにて2019年7月24日から9月25日まで水曜日の19時から19時50分に先行放送された。なお、4K版は年末年始にも、2019年12月30日（月）から2020年1月3日（金）午前9時30分から11時9分（※5日連続・1日2話ずつ放送）に一挙再放送された。
第7話は、年始の再放送が地震情報のため中断したため、2020年1月18日（土）午前2時40分から3時29分（17日深夜）の日時で改めて再放送された。なお、2020年1月16日に「NHKドラマ」のツイッターで、第7話の再放送のお知らせがされた。
好評だったこともあって続編も計画されていたが、諸事情でスケジュールが合わず、多部が降板。制作が中止となった。

### キャスト

#### 天天コーポレーション
経理部
- 森若沙名子 - 多部未華子
- 佐々木真夕 - 伊藤沙莉
- 田倉勇太郎 - 平山浩行
- 新発田英輝 - 吹越満
- 麻吹美華 - 江口のりこ

営業部
- 山田太陽 - 重岡大毅（ジャニーズWEST）
- 山崎柊一 - 桐山漣
- 中島希梨香 - 松井愛莉
- 吉村晃広 - 角田晃広
- 鎌本義和 - 髙橋洋
- 澤井博之 - 林田直樹
- 奥田雅人 - 濱嵜凌
- 溝口彩香 - 乙倉遥
- 高岡奈央子 - 渥美友里恵
- 下村純子 - 大川原咲
- 森本拓馬 - 蒼井遼

営業部広報課
- 皆瀬織子 - 片瀬那奈
- 室田千晶 - 真魚
- 野瀬泰 - 阿部翔平

総務部
- 新島宗一郎 - モロ師岡
- 横山窓花 - 伊藤麻実子
- 石川有希 - 秋里由佳
- 吉田緑 - 井上あすか
- 上野圭子 - 西山なずな
- 後藤道行 - 中松俊哉
- 谷川翔太 - 稲葉年哉

その他部署
- 鏡美月（研究開発室） - 韓英恵
- 有本マリナ（総務部秘書課） - ベッキー
- 円城格馬（専務取締役） - 橋本淳

#### ゲスト
複数回登場の場合は括弧（）内に表記。
第1話
- 曽根崎ミレイ（プラネットプランニング 空間デザイナー） - 藤原紀香
- 曽根崎由美（ミレイの娘） - 高松咲希
- チコちゃん - 木村祐一（声）

第2話
- 皆瀬知也（織子の夫） - ダイキ（第1話・第8話）
- 秦野（森若に取材した男性） - 西堀亮（マシンガンズ）
- ベリッシモ（イタリア人シェフ） - ベリッシモ・フランチェスコ
- こすず（知也と関わっているモデル） - 坂ノ上茜
- マシン滝田（織子が出演のテレビショッピングMC） - 滝沢秀一（マシンガンズ）

第3話
- 馬垣和雄（営業部） - 岡崎体育
- 森若が見ていたドラマのヒロイン - 磯山さやか
- 篠崎社長（ショールーム会社社長） - 大鷹明良
- 平松由香利（総務部） - 平岩紙（第2話、第4話）

第4話
- 三並愛美（セミナー講師） - 須藤理彩
- 熊井良人（製造部静岡工場社員） - 山中崇（第5話）

第5話
- 熊井知歌（熊井の妻） - 黒坂真美
- 熊井理実（熊井の娘） - 古川凛
- 熊井の息子 - 内藤心希
- 尾田（製造部静岡工場社員） - 湯江タケユキ
- 浜山社長（熊井と取引のある会社社長） - 住田隆

第7話
- 留田辰彦（製造部仙台工場社員、石鹸マイスター） - でんでん（40年前：大岩よしたか）
- 藤見アイ（製造部仙台工場社員、留田の後継者） - 森田望智
- 住谷光男（製造部仙台工場工場長） - 小松和重
- 荒井樹菜（太陽の元カノ） - 筧美和子（第8話）
- 木島清三（製造部仙台工場元社員、留田の師匠） - 長谷川公彦
- 留田の妻 - 清水のりこ

第8話
- アレッサンドロ（ヴィジュアル系バンド・CAROLINEメンバー） - 緑川裕宇（0.1gの誤算）

第9話
- リー（麻吹の知人） - バッファロー吾郎A
- 土井健介（サンライフコスメ執行役員） - 宇納佑（最終話）
- 上野（企業買収コンサルタント） - 有山尚宏

### スタッフ
- 原作 - 青木祐子
- 脚本 - 渡辺千穂、藤平久子、蛭田直美
- 音楽 - 安田寿之
- 主題歌 - 阿部真央「どうしますか、あなたなら」[48]
- 制作統括 - 管原浩（NHK）、坂下哲也（AX-ON）
- プロデューサー - 難波利昭、戸谷志帆梨、岡宅真由美
- 演出 - 中島悟、松永洋一、本田繁勝
- 制作・著作 - NHK、AX-ON

### 放送日程
| 放送回 | 放送日  | 放送日  | サブタイトル               | ラテ欄                               | 脚本     | 演出     | 視聴率 |
| 放送回 | 総合    | BS4K    | サブタイトル               | ラテ欄                               | 脚本     | 演出     | 総合   |
| ------ | ------- | ------- | -------------------------- | ------------------------------------ | -------- | -------- | ------ |
| 第1話  | 7月26日 | 7月24日 | 経理部の森若さんの巻       | 経理女子が領収書に隠れたワケに迫る!  | 渡辺千穂 | 中島悟   | 6.5    |
| 第2話  | 8月02日 | 7月31日 | 落とす女、落とせない女の巻 | 広告塔の浪費に堅物女子が一念発起!?   | 渡辺千穂 | 中島悟   | 5.8    |
| 第3話  | 8月09日 | 8月07日 | 逃げる男の巻               | 逃げる男に要注意                     | 藤平久子 | 中島悟   | 7.3    |
| 第4話  | 8月16日 | 8月14日 | 女の明日とコーヒー戦争の巻 | 発注先は意識高い系講師!?             | 渡辺千穂 | 松永洋一 | 5.2    |
| 第5話  | 8月23日 | 8月21日 | 流された男の巻             | 経理部員が不正?! 先輩の謎            | 藤平久子 | 松永洋一 | 6.9    |
| 第6話  | 8月30日 | 8月28日 | うさぎとタイガーの巻       | 新人と秘書バトル                     | 蛭田直美 | 中島悟   | 6.2    |
| 第7話  | 9月06日 | 9月04日 | 石けんの秘密とキスの巻     | 石けん職人の秘密とキスの巻           | 蛭田直美 | 本多繁勝 | 5.5    |
| 第8話  | 9月13日 | 9月11日 | 嘘つきとノベルティの巻     | 専務登場! どうなるノベルティバッグ!? | 蛭田直美 | 中島悟   | 6.6    |
| 第9話  | 9月20日 | 9月18日 | 水曜日の領収書の巻         | 部長たちの空接待? 水曜の領収書を追え | 渡辺千穂 | 松永洋一 | 7.6    |
| 最終話 | 9月27日 | 9月25日 | どうしますか、森若さんの巻 | 最終話!! どうする森若さん            | 渡辺千穂 | 中島悟   | 8.5    |

視聴率はビデオリサーチ調べ、関東地区リアルタイム。

### 受賞歴
- 第57回（2019年度）ギャラクシー賞 テレビ部門
  - 奨励賞
  - 個人賞（伊藤沙莉）[注 2]
- 東京ドラマアウォード2020[50]
  - 優秀賞[51]
  - 助演女優賞（伊藤沙莉）[51]

| NHK総合 ドラマ10                                        | NHK総合 ドラマ10                                    | NHK総合 ドラマ10                                                                |
| 前番組                                                  | 番組名                                              | 次番組                                                                          |
| ------------------------------------------------------- | --------------------------------------------------- | ------------------------------------------------------------------------------- |
| ミストレス 〜女たちの秘密〜 （2019年4月19日 - 6月21日） | これは経費で落ちません! （2019年7月26日 - 9月27日） | ミス・ジコチョー 〜天才・天ノ教授の調査ファイル〜 （2019年10月18日 - 12月20日） |